# Ranunculus uniflorus
Ranunculus uniflorus Phil. ex Reiche – gatunek rośliny z rodziny jaskrowatych (Ranunculaceae Juss.). Występuje naturalnie w Peru, Boliwii, Chile oraz Argentynie. 

## Morfologia
PokrójBylina o wyprostowanych pędach.
LiścieW zarysie mają prawie okrągły kształt. Mierzą 2 cm długości. Liść jest na brzegu całobrzegi. Wierzchołek jest tępy. Ogonek liściowy jest nagi i ma 6–30 cm długości.
KwiatySą pojedyncze. Pojawiają się na szczytach pędów. Mają żółtą barwę. Dorastają do 10 mm średnicy. Mają 3 działki kielicha oraz od 7 do 10 łyżeczkowatych płatków o długości 5–10 mm. Kwiaty mają 25–35 pręcików oraz 110–130 słupków.

## Biologia i ekologia
Rośnie w miejscach wilgotnych. Kwitnie w listopadzie. 